# Kapazitiver Näherungsschalter

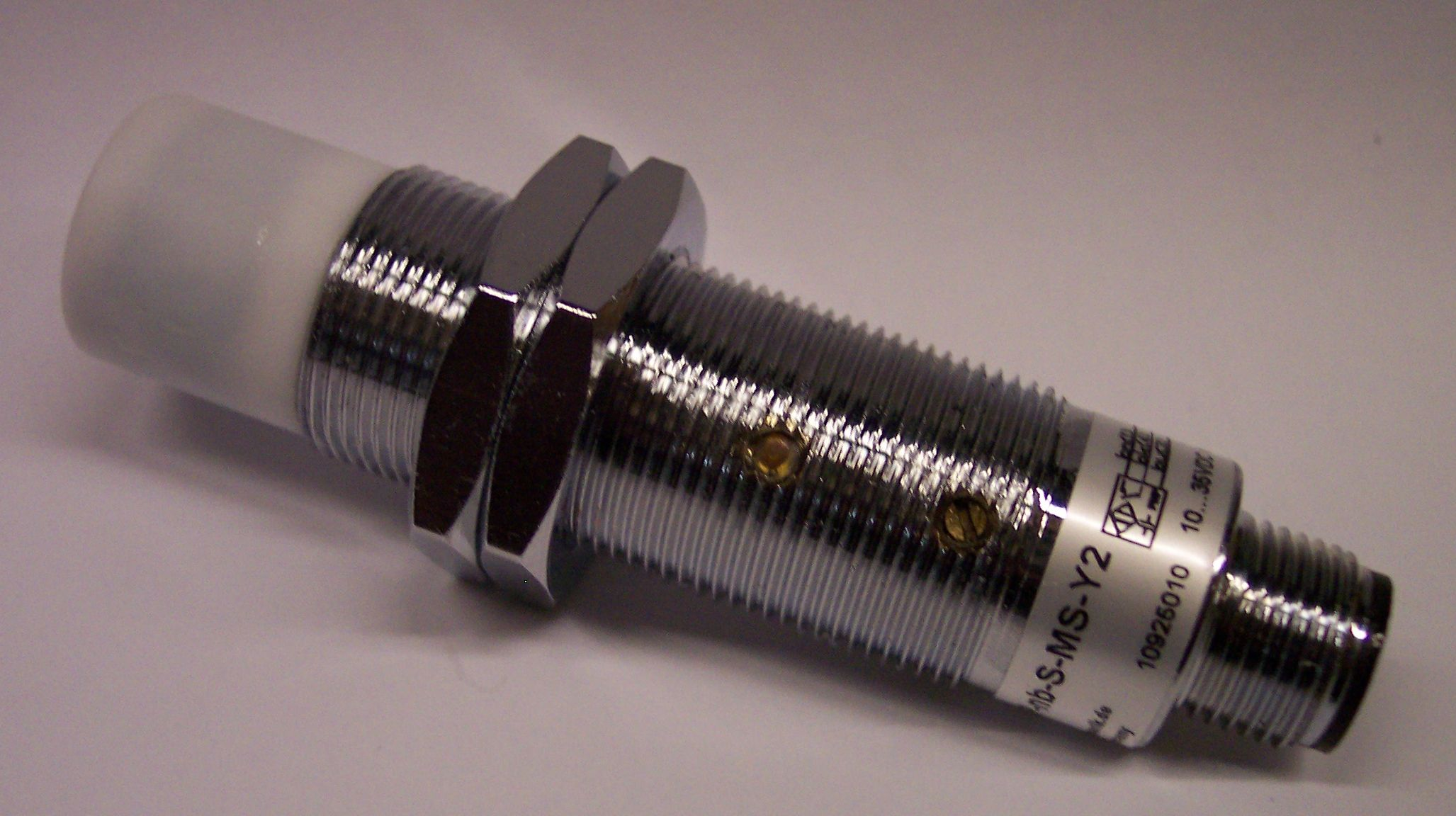
Kapazitiver Näherungsschalter mit PTFE-Kappe, der auch als Füllstandswächter eingesetzt werden kann

Ein kapazitiver Näherungsschalter ist ein Näherungsschalter (Sensor), der berührungsfrei – d. h. ohne direkten Kontakt – auf Annäherung eines leitenden oder nicht leitenden Gegenstandes, aber auch von Flüssigkeiten, mit einem elektrischen Schaltsignal reagiert. Er nutzt die sich dabei ändernde elektrische Kapazität einer Messelektrode zur Umgebung oder einer Referenzelektrode aus.
Solche Sensoren arbeiten mit einem Oszillator, dessen frequenzbestimmende Kapazität teilweise vom zu detektierenden Medium bzw. der Umgebung gebildet wird.
Bei Beeinflussung des Feldes der Sondenkapazität durch einen Nichtleiter beruht die Kapazitätsänderung auf einer Änderung der wirksamen Permittivität im Bereich der Elektroden; der erreichbare Schaltabstand ist gering (je nach Größe des Sensors bis ca. 40 mm).
Bei der Beeinflussung des Feldes durch einen leitenden Gegenstand erhöht sich der Schaltabstand auf bis ca. 60–80 mm.
Kapazitive Näherungssensoren haben in der Regel eine Kalibriermöglichkeit (Potentiometer), um die Empfindlichkeit bzw. die Schaltschwellen an die Einsatzbedingungen anzupassen.
Bei zu hoher Empfindlichkeit nimmt jedoch der Einfluss von Störgrößen (z. B. Luftfeuchtigkeit, Schmutz) zu.
Ein weiteres Schaltungskonzept arbeitet mit drei Elektroden. Dabei wird neben der Masseelektrode und einer Messelektrode eine zusätzliche Anregungselektrode verwendet. Vorteile dieses Prinzips sind eine höhere Empfindlichkeit mit höheren Schaltabständen und eine geringere Störanfälligkeit. Es können auch Medien mit sehr geringer Permittivität detektiert werden.

## Merkmale
Kapazitive Näherungsschalter erfassen außer Metallen und NE-Metallen auch flüssige, körnige und pulverisierte Werkstoffe, z. B. Kunststoffe, Holz, Stein, Öl, Wasser oder Zement. Sie können daher außer zur Objekterkennung oder als Näherungsschalter auch zur Füllstandskontrolle (bei nichtleitenden Tanks oder Rohren auch von außen durch die Wandung) eingesetzt werden.
Kapazitive Näherungssensoren sind wie andere Näherungsschalter auch durch eine Hysterese des Ansprechverhaltens gekennzeichnet. Sie benötigen eine Betriebsspannung (Nennwert meist 24 V Gleich- oder Wechselspannung, aber auch bis 60 V Gleichspannung oder für Netzspannung), besitzen oft eine Statusanzeige mit Leuchtdioden. Der Schaltausgang besteht aus Relaiskontakten oder aus einem durch Transistoren gebildeten elektronischen Schalter.
Kennwerte sind neben dem maximalen Schaltstrom und der Art und Höhe der schaltbaren Spannung die Schalthysterese, die Wiederholgenauigkeit und Temperaturdrift sowie die Schalthäufigkeit.